# Urs Jenny
Urs Jenny (* 26. April 1938 in Essen; † 27. April 2025 in Hamburg) war ein Schweizer Journalist, Dramatiker, Literatur-, Theater- und Film-Kritiker, Hörspielautor und Dramaturg.

## Leben und Wirken
Jenny machte seine Matura 1957 in Solothurn. Danach studierte er ohne Abschluss Germanistik, Romanistik und Theatergeschichte unter anderem in München. Von 1964 bis 1969 schrieb er Theater-, Film- und Literaturkritiken für die Süddeutsche Zeitung.
Von 1970 bis 1972 war er Chefdramaturg am Bayerischen Staatsschauspiel in München, von 1972 bis 1979 unter Intendant Ivan Nagel Chefdramaturg am Deutschen Schauspielhaus in Hamburg.
1979 begann er seine Arbeit als Redakteur in der Kulturredaktion des Hamburger Nachrichtenmagazins Der Spiegel.

## Werke
- Thomas Manns Novelle „Tristan“: Analyse und Interpretation. Universität, Germanistisches Seminar, München 1961.
- Friedrich Dürrenmatt. Friedrich Verlag, Velber bei Hannover 1965 (Friedrichs Dramatiker des Welttheaters. Bd. 6).
- (Übersetzer) Hugh Kenner: Samuel Beckett: Eine kritische Studie. Hanser Verlag, München 1965.
- (Übersetzer) Aidan Higgins: Ein später Sommer. Roman. Hanser Verlag, München 1967.